# 倚天中文系統
倚天中文系統（日本語訳：倚天中国語システム）は1980年代から1990年代にかけて台湾の倚天（E-TEN）から販売されたIBM PC/XTおよびPC/AT互換機用のパーソナルコンピュータ向けMS-DOS風プラットフォームで、中国語のソフトウェアまたはハードウェアによる認識、入力、表示および印刷ができた。マイクロソフトからWindows 95がリリースされるまで、倚天中文系統は台湾のPC市場において圧倒的な市場シェアを持っていた。いくつかのメーカーによってPOSシステム（レジ）、産業用コンピュータおよび組み込みシステムが開発され、それらの一部では2012年現在も倚天中文系統が使われている。

## 歴史

### 興隆

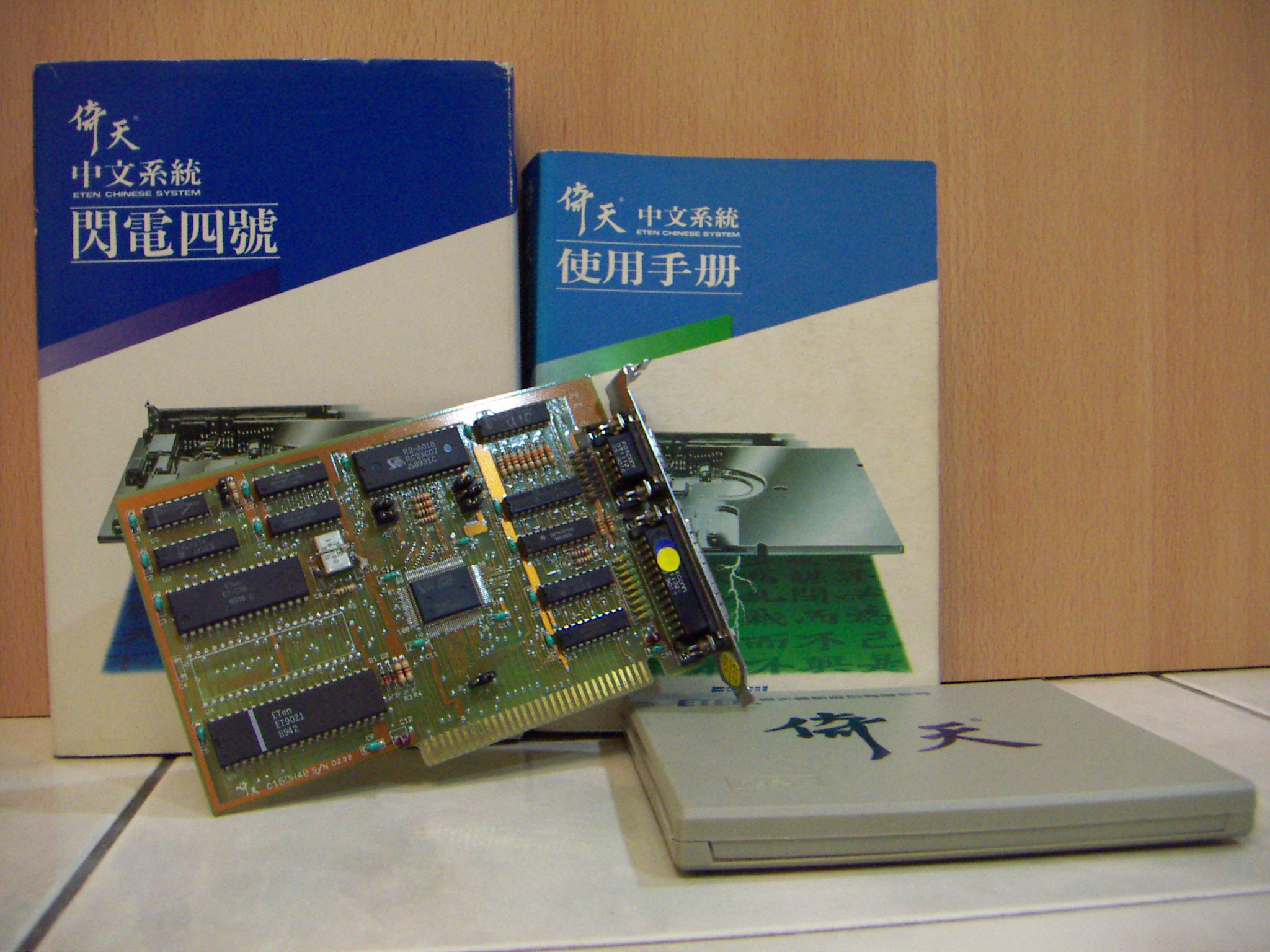
倚天中文系統 閃電四號

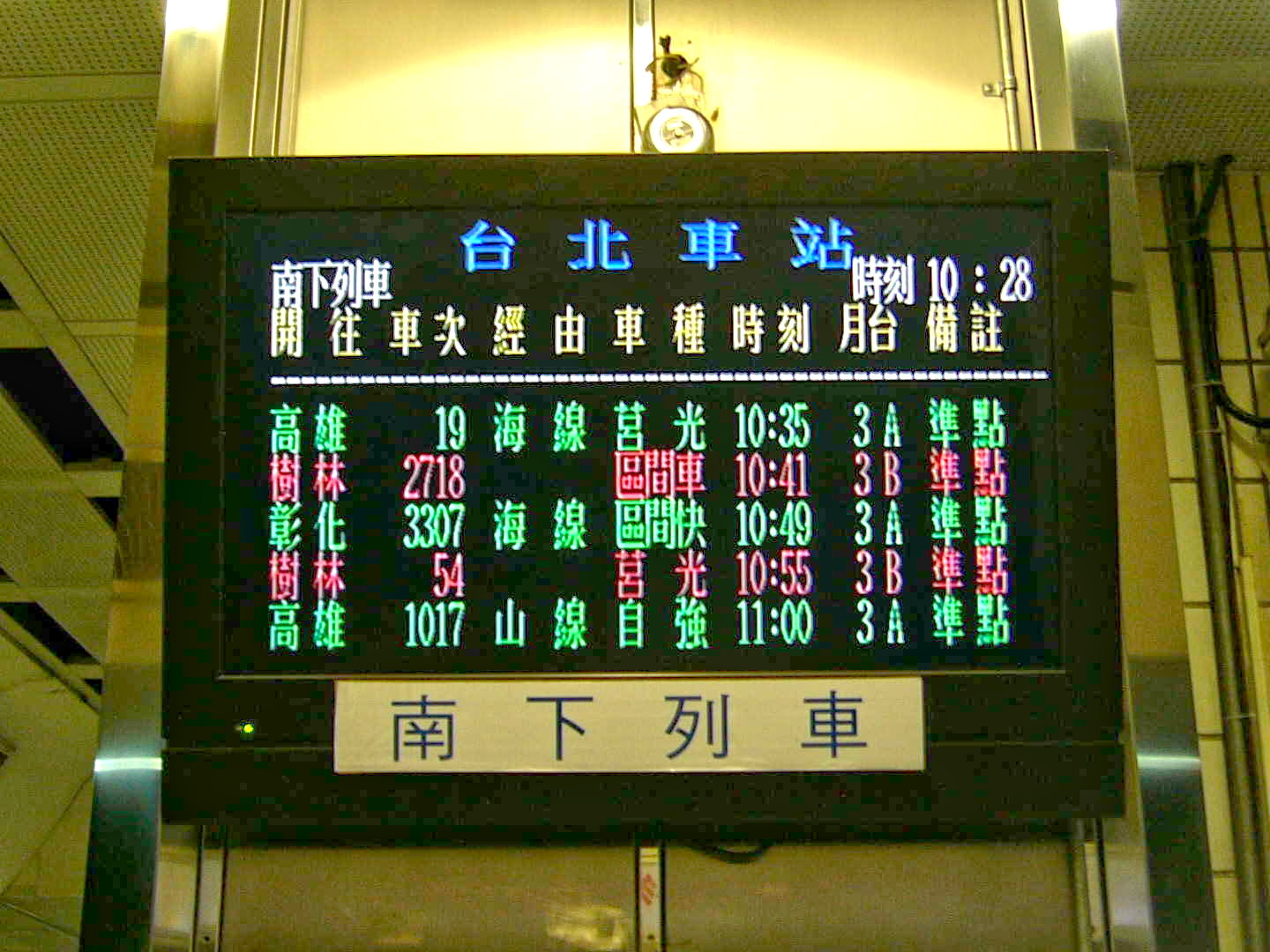
台湾鉄路管理局の台北駅で1990年代に採用された倚天中文系統による列車情報表示。2013年にグラフィカルインターフェースに替えられた。

1980年代の台湾市場には上千科技『大千中文系統』、宏碁（エイサー）『龍碟中文系統』、國喬電腦『國喬中文系統』、後に市場に参入した延伸科技『震漢中文系統』などといった、多数の中国語システムが存在した。当時、一般には知的財産権は周知されておらず、よって倚天は漢字を表示するハードウェアの開発によって主な利益を得ていた。純正のソフトウェアディスクにはコピープロテクトがなかったため、コピー品が広まって多くの人に使われることになった。中国でのPC開発の歴史において、倚天中文系統は多くの特殊なソフトウェアに共通の互換性をもたらしたという、非常に重要な役割を果たした。
倚天の名前は金庸の武俠小説『倚天屠龍記』が由来で、一部の人から「設立当時、競合企業の龍碟を打倒すべく倚天屠龍（倚天が龍を切り裂く）とした」と噂されたが、倚天は「倚天屠龍記を読めば分かるように、武林を震撼させる奇金を討伐するために倚天剣と屠龍刀は協力していた」として、この説を否定している。
その初期のユーザーマニュアルを含む出版物だけでなく、純正品のユーザーに配布された『倚天人』という雑誌でも指摘されていたように、当時SF映画『E.T.』がもっとも高い興行収入を誇っていて、その時の中国と海外の流行を受けて「倚天」と掛け合わせ、メインプログラムのファイル名がET.COMと命名された。
最盛期には華康科技（ダイナコムウェア）が製造していた『金蝶卡』シリーズにしばしば搭載された。これは角がスムースで高品質の大きな字を表示することで、文書の可読性を向上した。新聞や雑誌に対抗する表示品質はより美しいDTPシステムに影響を与え、初期に『シェイクスピア』などを発行した新人類資訊も倚天環境をベースにDTPシステムを構築した。
後に開発された國喬などの他のブランドもまたユーザーの利便性のために『國喬プリセット・倚天シミュレーション』を設計に取り入れ、ユーザーにより多くの選択可能な操作手段を提供した。

### 衰退
1990年代、マイクロソフト台湾法人は中国語ソフトウェア開発の活性化を見て、台湾市場を獲得するためにWindows 3.0を華康と共同開発した。安定版のWindows 3.1になって、ユーザーによるCPU、メモリ、ハードディスクなどのデバイスの拡張といった文化やグラフィカルユーザーインタフェースはWindowsを成長させる文化の中心になった。
倚天はこの状況に対応して、初のWindows移植版である『倚天中文2000』によって多くの旧来のソフトウェアをサポートした。DOSのコマンドラインインタフェースがウィンドウの中で存続できた。Windows 95の到来によって、多くのソフトウェアはDOS版を廃止してWindows版に書き直され、ネイティブなDOSプラットフォームは縮小に向かった。倚天は中国語Win95版で巻き返しを図るが、倚天を必要としない中国語Windowsソフトが人気になっていった。後にハードウェアI/Oへのアクセスが不可能なWindows NTカーネルがPC用オペレーティングシステムの主流になると、このようなプラグイン形式の中国語インタフェースは終息に向かい、1998年の中国語Win98版で終わりを迎えた。

### その後への影響

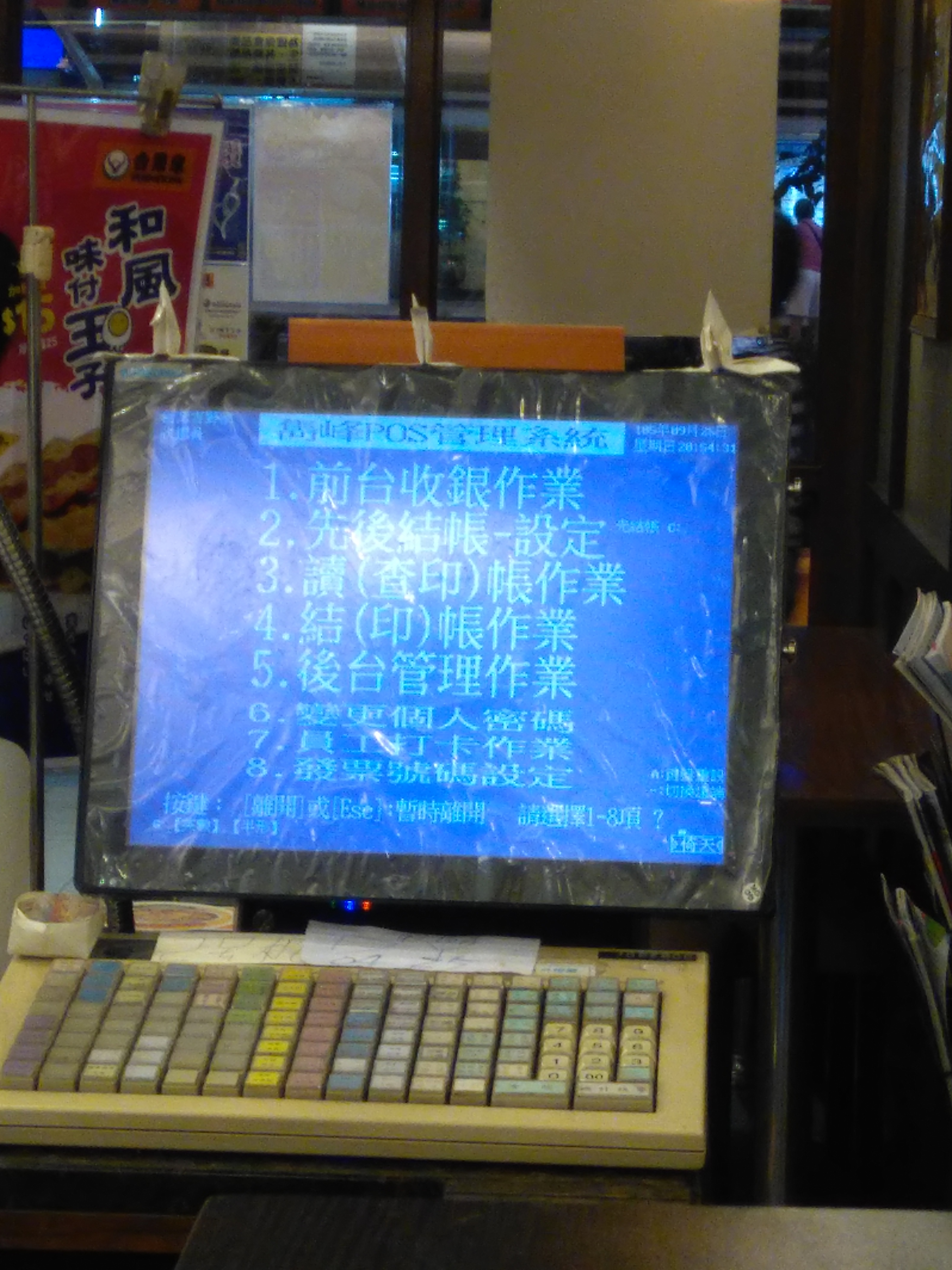
台湾の吉野家でPOSレジに使われる倚天中文系統

今日では倚天中文を販売市場で見かけることはないが、POSレジ、ドットマトリクスのLEDディスプレイ、券売機の印刷に使われるフォントといった単純なシステムで使用例を見かけることができる。倚天中文の影響は今でも至るところで見かけることができる。例えば、文書データの保存方法の基礎となる、ASCIIを2バイト文字に適用して制定された中国語文字集合、ホットキー操作、いくつかの実行可能ファイルに分割され必要に応じて導入できるシステム、それらの拡張案を使用しているBig5、中国語入力方式の行列輸入法、忘形輸入法、CMEX規格、またシステムステータスバーの位置など、Windows、Mac OS、Linuxといったオペレーティングシステムへの継承に、その影を見ることができる。

## 関連記事
- 中国語入力方法
- MS-DOS